# Alexander Key
Alexander Hill Key (* 21. September 1904 in La Plata, Maryland; † 25. Juli 1979) war ein US-amerikanischer Science-Fiction-Schriftsteller, der in erster Linie für ein jugendliches Publikum schrieb.

## Biografie
Key besuchte das School of the Art Institute in Chicago, Illinois zwischen 1921 und 1923.
Er war bereits als ein national bekannter Illustrator tätig, bevor er selbst Bücher schrieb. Nachdem er anfing, Romane für Kinder und Jugendliche zu schreiben, zog er mit seiner Familie in die Berge von North Carolina, und die meisten seiner Bücher enthalten Beschreibungen der wilden und rauen Landschaft seiner neuen Heimat.

## Schriftsteller
Sein Roman Die Flucht zum Hexenberg wurde 1975, 1995 und 2009 für Disney verfilmt. Auch die Fortsetzung der ersten Verfilmung (1978) hatte Erfolg. Aus seinem Roman The Incredible Tide wurde eine populäre Anime-Reihe, die 1978 unter dem Alternativtitel Future Boy Conan lief.
Er ist bekannt für seine Darstellungen von Aliens, die menschlich aussehen, enorm starke Fähigkeiten und eine enge Verbindung mit der Natur haben und die telepathisch mit Tieren sprechen können. In seinem Sachbuch The Strange White Doves bekannte er seine Überzeugung, dass Tiere bewusste, denkende, fühlende, wahrnehmende, unabhängige und selbstbewusste intelligente Wesen sind und subtile Kommunikationswege haben, vielleicht über Empathie oder Telepathie. Die Protagonisten von Keys Büchern werden häufig wegen ihrer erstaunlichen Fähigkeiten oder außerirdischen Herkunft geächtet, gefürchtet oder verfolgt, und Key verwendet dies als eindeutige Metapher für Rassismus und andere Vorurteile.
In einigen seiner Romane (vor allem The Case of the Vanishing Boy) schildert Key eine Art gemeinschaftlichen Rückzug einer Gruppe gleichgesinnter Personen aus der Gesellschaft (vgl. auch The Forgotten Door oder Escape to Witch Mountain). In beiden letzteren Fällen ist der Grund die Herkunft der Besucher, die „nicht von hier“ sind. Alles, was sie tun möchten ist, nach Hause zurückzukehren, und glücklicherweise erhalten sie dabei Unterstützung von „einheimischen“ Erdbewohnern, die ihnen dabei helfen (Keys The Forgotten Door greift dieses Thema über ein Jahrzehnt vor E.T. – Der Außerirdische auf).

## Bibliografie (Auswahl)

### Romane
- Nicht auf Deutsch erschienen. (amerikanisches Englisch: The Red Eagle: A Tale for Young Aviators. 1930.).
- Nicht auf Deutsch erschienen. (amerikanisches Englisch: Liberty or Death. 1936.).
- Nicht auf Deutsch erschienen. (amerikanisches Englisch: With Daniel Boone on the Caroliny Trail. 1941.).
- Nicht auf Deutsch erschienen. (amerikanisches Englisch: The Wrath and the Wind. 1949.).
- Nicht auf Deutsch erschienen. (amerikanisches Englisch: Island light. 1950.).
- Nicht auf Deutsch erschienen. (amerikanisches Englisch: Sprockets: A Little Robot. 1963.).
- Nicht auf Deutsch erschienen. (amerikanisches Englisch: Rivets and Sprockets. 1964.).
- Die Tür zu einer anderen Welt. Boje, 1976, ISBN 3-414-11490-9 (amerikanisches Englisch: The Forgotten Door. 1965. Übersetzt von Irmela Brender).
- Nicht auf Deutsch erschienen. (amerikanisches Englisch: Bolts: a Robot Dog. 1966.).
- Die Kinder vom andern Stern. Boje, 1977, ISBN 3-414-11210-8 (amerikanisches Englisch: Escape to Witch Mountain. 1968. Übersetzt von Ulrike Killer).
- Nicht auf Deutsch erschienen. (amerikanisches Englisch: Mystery of the Sassafras Chair. 1968.).
- Nicht auf Deutsch erschienen. (amerikanisches Englisch: The Golden Enemy. 1969.).
- Nicht auf Deutsch erschienen. (amerikanisches Englisch: The Incredible Tide. 1970.).
- Nicht auf Deutsch erschienen. (amerikanisches Englisch: Flight to the Lonesome Place. 1972.).
- Nicht auf Deutsch erschienen. (amerikanisches Englisch: The Strange White Doves. 1971.).
- Nicht auf Deutsch erschienen. (amerikanisches Englisch: The Preposterous Adventures of Swimmer. 1973.).
- Nicht auf Deutsch erschienen. (amerikanisches Englisch: The Magic Meadow. 1975.).
- Nicht auf Deutsch erschienen. (amerikanisches Englisch: Jagger, the Dog from Elsewhere. 1976.).
- Nicht auf Deutsch erschienen. (amerikanisches Englisch: The Sword of Aradel. 1977.).
- Nicht auf Deutsch erschienen. (amerikanisches Englisch: Return from Witch Mountain. 1978.).
- Nicht auf Deutsch erschienen. (amerikanisches Englisch: The Case of the Vanishing Boy. 1979.).

### Illustrationsarbeiten
- In the Light of Myth: Selections from the World's Myths, 1925
- Real Legends of New England, 1930
- The Book of Dragons, 1931
- Suwannee River: Strange Green Land, 1938